# 隱䴉
隱䴉（學名：Geronticus eremita）是棲息在荒蕪、半沙漠或岩石環境的一種隐鹮属鳥類。 牠們不像其他朱鷺科般在水上生活。牠們長70－80厘米，身體呈光澤黑色，紅色的面部及頭部沒有羽毛，喙長而彎。牠們在岸邊或山崖的地盤繁殖，每次產2－3隻蛋。牠們主要吃蜥蜴、昆蟲及其他細小的動物。
隱䴉曾廣泛分佈於中東、北非、南歐和中歐，其化石記錄至少可追溯到180萬年前。 儘管該地區的重新引入計劃正在進行中，但它已在300多年前從歐洲消失。2019年，摩洛哥南部僅存約700隻野生隱䴉，敘利亞數量不足10隻，2002年在敘利亞被重新發現，但其數量在接下來的幾年中有所下降，可能降至零。
為了解決數量過低的問題，近年來國際上紛紛制定了重新引入計劃，土耳其的一個半野生繁殖地在2018年就有近250隻隱䴉， 這些計畫以及摩洛哥千禧年代約200隻野生隱䴉，幫助隱䴉於2018年在IUCN 紅色名錄上從極度瀕危降為瀕危。現時大約有2000隻圈養的隱䴉。
歐洲的長期衰退與狩獵和食用牠們有關，尤其是幼鳥。由於隱䴉繁殖緩慢，這可能會導致局部滅絕。
隱䴉是候鳥，冬天會往南部地區，但在摩洛哥的族群則全年會留在當地。

## 分類
隱䴉的屬內唯一的近親是南非的禿䴉。與同科其它鳥類不同的是，牠們的頭部及面部都沒有羽毛，會在山崖而非樹上繁殖及喜歡棲息在乾旱的環境。

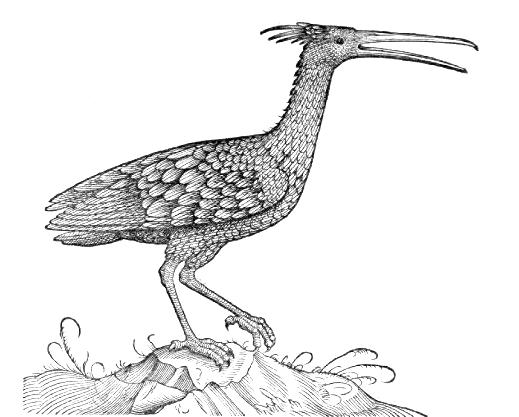
康拉德·格斯訥於1555年的隱䴉木刻。

隱䴉是於1555年由康拉德·格斯訥所描述。後來於1758年，由卡爾·林奈命名並編入戴勝屬中。最後來於1832年由约翰·格奥尔格·瓦格勒分類在隱䴉屬中。
隱䴉約於400年前分裂為兩個種群，即土耳其及摩洛哥群族，自此在形態、生態及基因上都有所分化，不過卻沒有列為亞種。這兩個群族的分別在於其線粒體DNA的細胞色素b的單一突變。
在法國南部發現隱䴉的化石，可以追溯至全新世；另外在西西里島發現的屬於更新世中期；在西班牙地中海海岸發現的則屬於上新世及更新世之間。在保加利亞發現了似乎是其祖先的Geronticus balcanicus。這些都顯示牠們很早已廣泛分佈在歐洲各地，並且可能源自歐洲東南部或中東。
隱䴉的種加詞eremita源自希臘文的ἐρημία，意思是「沙漠」，指牠們所生活的環境。

## 特徵

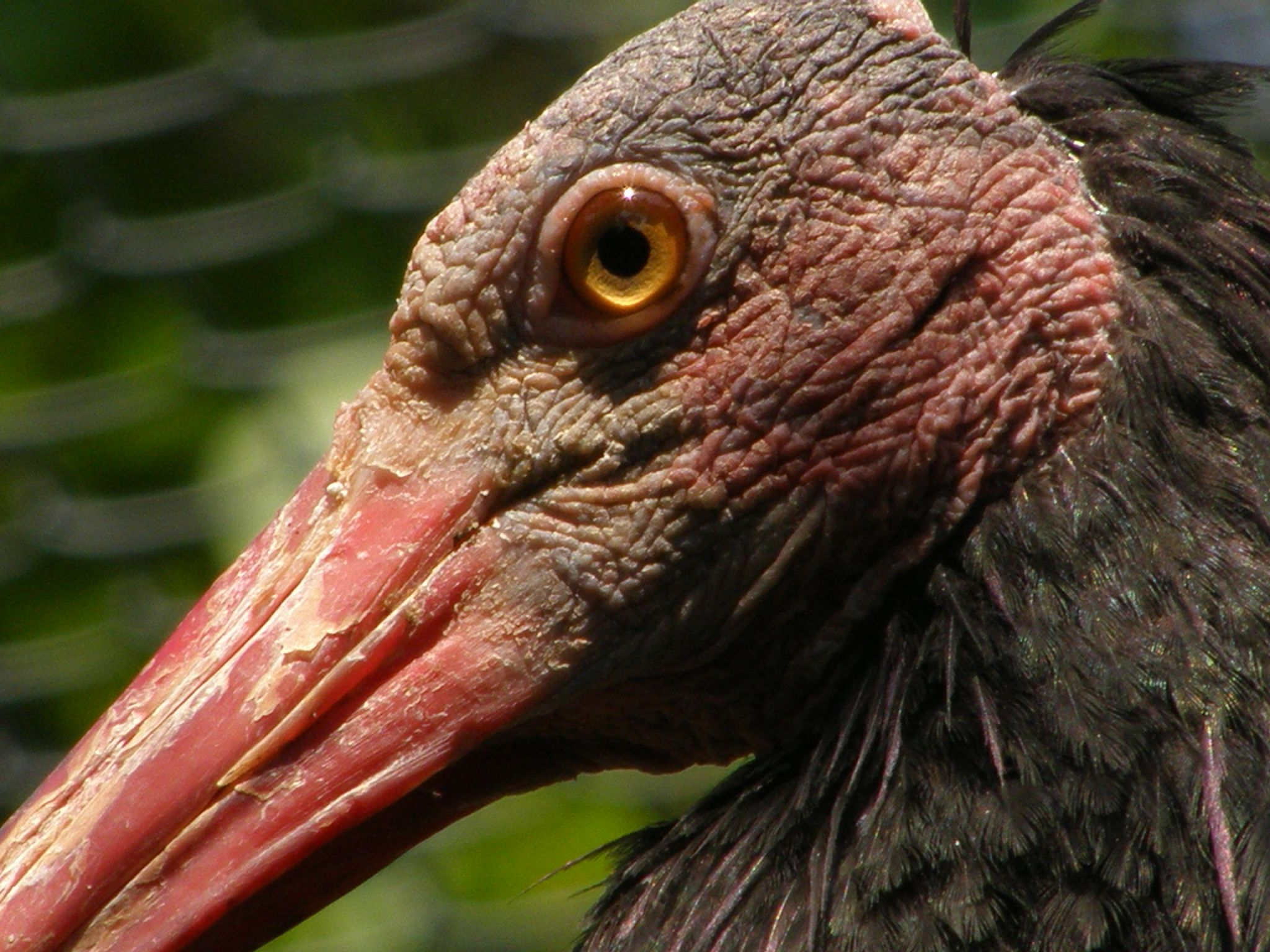
隱䴉沒有羽毛的頭部。

隱䴉体型较大，一般長70－80厘米，翼展125－135厘米，重1－1.3公斤。通体呈黑色，有銅綠色及紫色光澤，後頸有細環。面部及頭部呈暗紅色及沒有羽毛，喙長而且下彎，腳紅色。牠們飛行時會強力擺動雙翼，振翅频率低而且靈活。牠們平時很少發聲，但在巢中會發出喉嚨聲及高音的沙啞聲。
雄鳥及雌鳥相似，但雄鳥喙稍大并較長。有研究表明，喙較長的雄鳥較容易吸引雌鳥交配。雛鳥呈淡褐色，换羽後就會像成鳥，但頭部呈深色，腳呈淺灰色，喙較為淺色。幼鳥的頭部及頸部會逐漸變成紅色。摩洛哥亚种的喙明顯較土耳其亚种的較長。
| 亚种   | 雄鳥喙長度 | 雌鳥喙長度 |
| ------ | ---------- | ---------- |
| 摩洛哥 | 141.1毫米  | 133.5毫米  |
| 土耳其 | 129.0毫米  | 123.6毫米  |

隐鹮的指名亚种是原先分布在瑞士的亚种，但现在已经下落不明（可能灭绝）。
隱䴉與其近親的禿䴉有所分別，因禿䴉的面部是白色的隱䴉很易與彩䴉混淆，因牠們的羽毛顏色相似，且有些分佈地重疊。不過，隱䴉較為大型及結實。飛行時，由於很難辨認其喙及面部，但也可從隱䴉的雙翼不怎麼圓及頸部較短來分辨，而且隱䴉的腳較短，飛行時不會長過尾巴。

## 棲息地及分佈
隱䴉會在荒蕪的山崖繁殖，並會在半乾旱草原等地覓食。所以覓食的草原與山崖的距離是重要的棲息地因素。

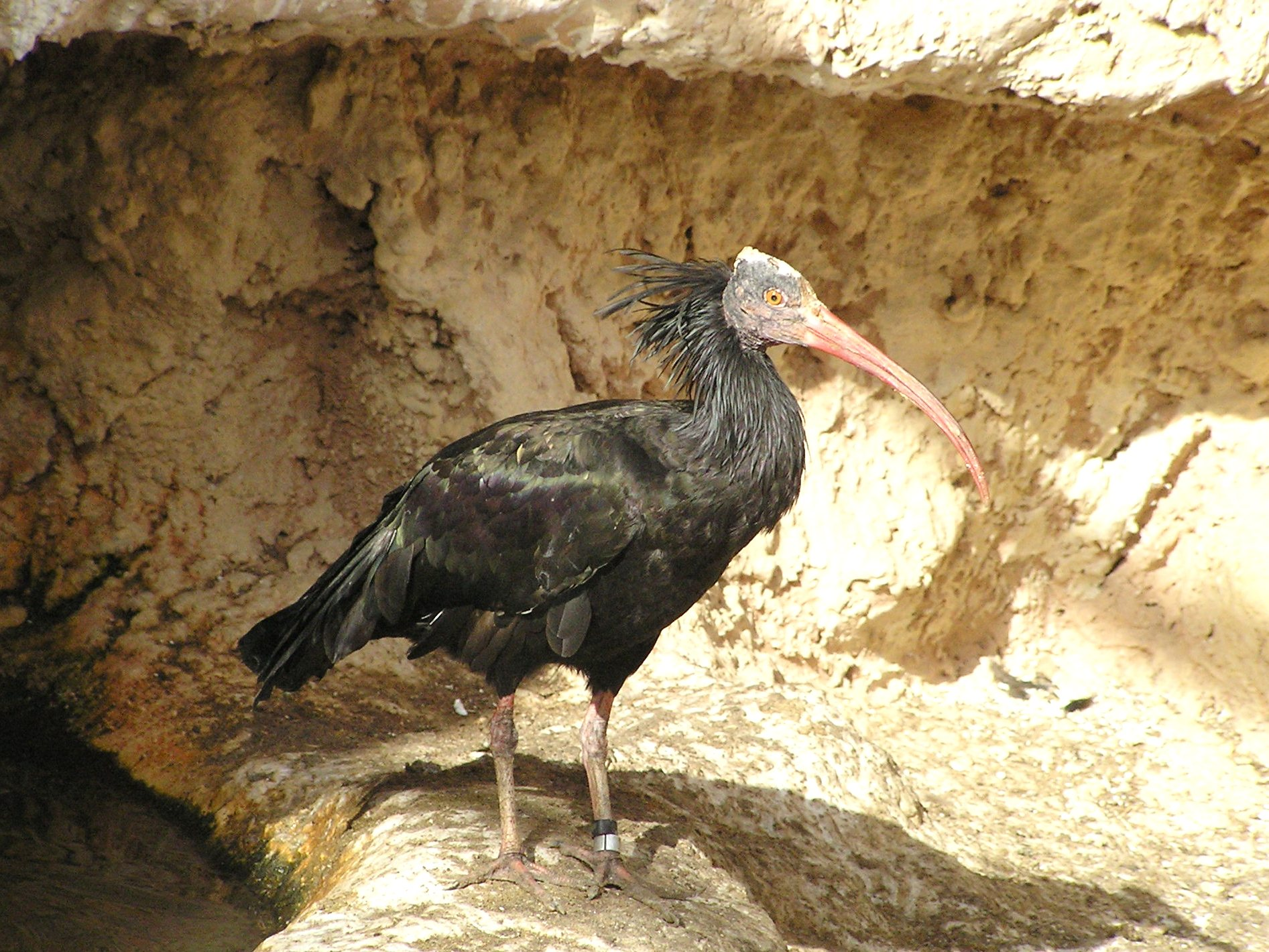
在山崖的隱䴉。

隱䴉曾一度廣泛分佈在中東、北非及南歐。牠們沿多瑙河及羅納河，並在西班牙、義大利、德國、奧地利及瑞士山區繁殖。牠們於300年前在歐洲消失前也會在城堡上築巢。牠們在其他分佈地也已經消失。在摩洛哥野外的蘇塞-馬塞河國家公園就只餘下約500隻，而在阿加迪爾北部就有差不多一半飼養的數量。隱䴉會從在這兩個地方互相遷徙。

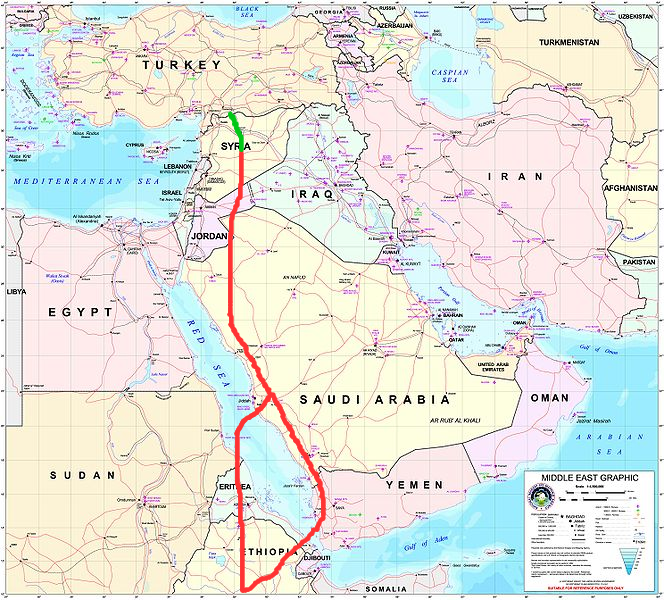
—敘利亞族群於2006年經也門向南遷徙，並經厄立特里亞回歸。
—由比雷吉克遷往敘利亞帕爾邁拉的族群。

在土耳其，由於宗教傳統而幫助保存了隱䴉的一個巢穴。因為土耳其人相信，隱䴉每年的遷徙是引導伊斯兰教教徒從往麥加朝覲。故此牠們被受保護，另有節日來慶祝牠們的回歸。土耳其族群棲息在近比雷吉克為中心的地方，於20世紀上半，比雷吉克維持了約有500對隱䴉，估計於1930年就有300隻。到了1970年代，牠們的數量大幅下降，於是在1977年開始了飼養計劃但失敗了。牠們的數量由1982年的400隻下降至1990年只有1隻從過冬的地方回來。這隻回來的隱䴉在繁殖前死去，故令牠們於1992年在土耳其野外滅絕。由於土耳其野外的隱䴉已經消失，故比雷吉克聚居了一群隱䴉，除了秋天防止遷徙外，全年也任由牠們的來去。
隨著土耳其族群的消失，只有在摩洛哥才有野外的隱䴉生存，但於1980年代及1990年代在也門、厄立特里亞、沙烏地阿拉伯及以色列有時也會見到牠們，估計牠們在中東也有族群。於2002年進行詳細勘測確認牠們並未曾從敘利亞的沙漠草原消失，且發現了15個以往的聚居位點，包括一個接近帕爾邁拉的位點仍有7隻隱䴉生存。雖然在敘利亞於70年前就已經宣佈隱䴉消失，但到了20年前牠們在沙漠地區開始出現。
在摩洛哥的隱䴉是留鳥，在繁殖季節後會沿海邊分散。有指海岸的霧為牠們提供了額外的水份，令牠們可以全年留在當地。其餘地方的隱䴉則會向南遷徙過冬。
於2006年的衛星標記顯示3隻成鳥於2月至7月間在埃塞俄比亞的高原過冬。牠們往南遷徙，經沙烏地阿拉伯及也門至紅海的東邊，並經蘇丹及厄立特里亞向北回歸。

## 行為

### 繁殖

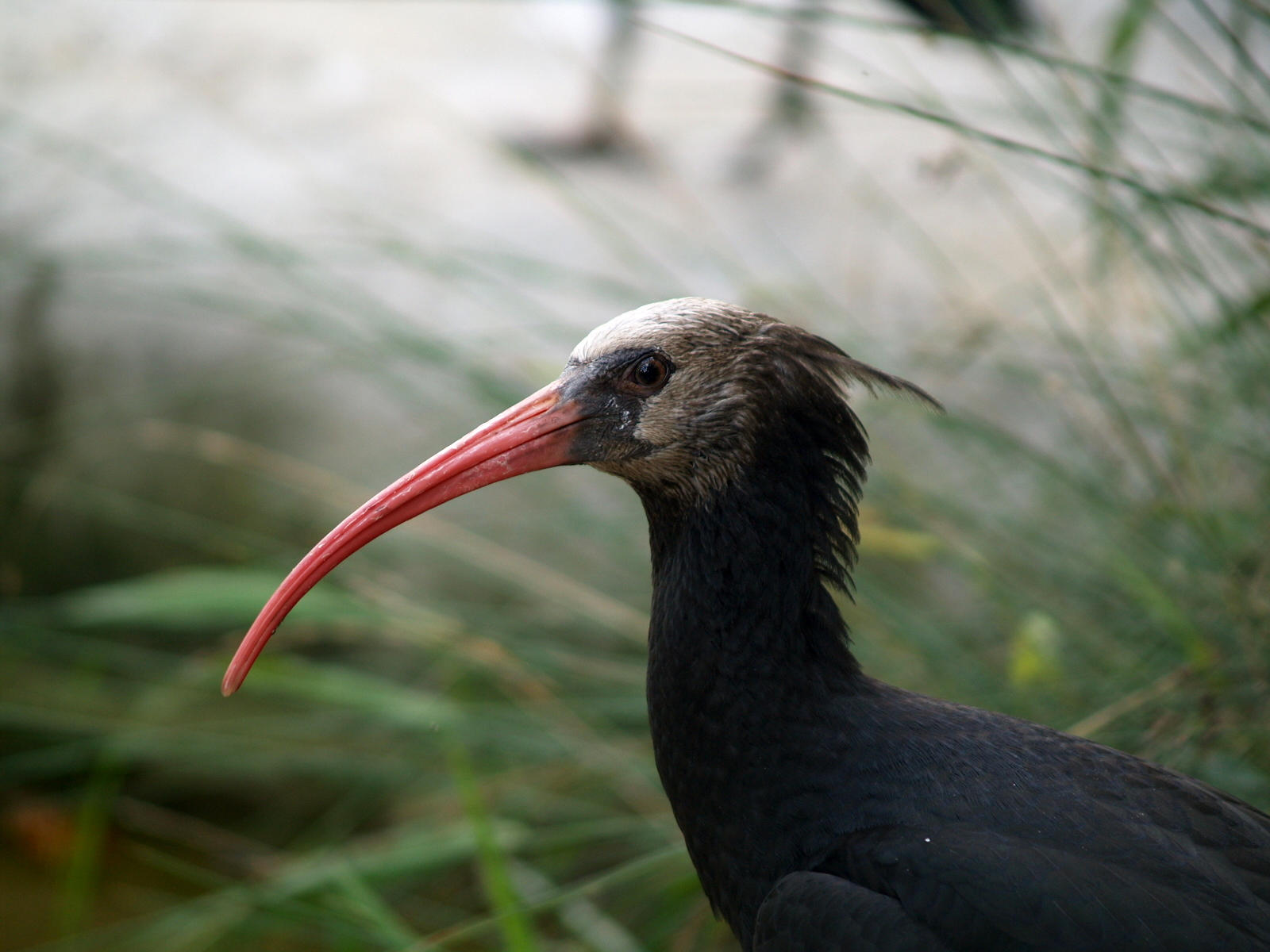
雛鳥。

隱䴉的族群分佈得很鬆散，會在近岸或河流的山崖或陡斜的斜坡上築巢。在蘇塞-馬塞河國家公園，一些志願的攀山者就協助開發讓隱䴉築巢的地方，以避免因地方所限而影響數量。在比雷吉克，有使用人工巢箱來幫助繁殖。牠們也曾在建築物（如城堡）中築巢。
隱䴉3－5歲就可以繁殖，畢生也是一對的生活。雄鳥會選擇及清理築巢的地方，擺動牠們的冠及發出低的隆隆聲來吸引雌鳥。當成功配對後，雄鳥與雌鳥會作出屈身展示及互相用喙理毛來增進感情。牠們的巢是以細枝組成，並以草或稻草圍邊。牠們一般會產2－4顆蛋，蛋表面粗糙及平均重50.16克，最初呈藍白色及有褐色斑點，在孵化過程中會變成褐色。孵化期為24－25天，雛鳥出生後40－50天就會換羽，並會於約兩個月大開始飛行。雄鳥及雌鳥都會孵蛋及哺育雛鳥。

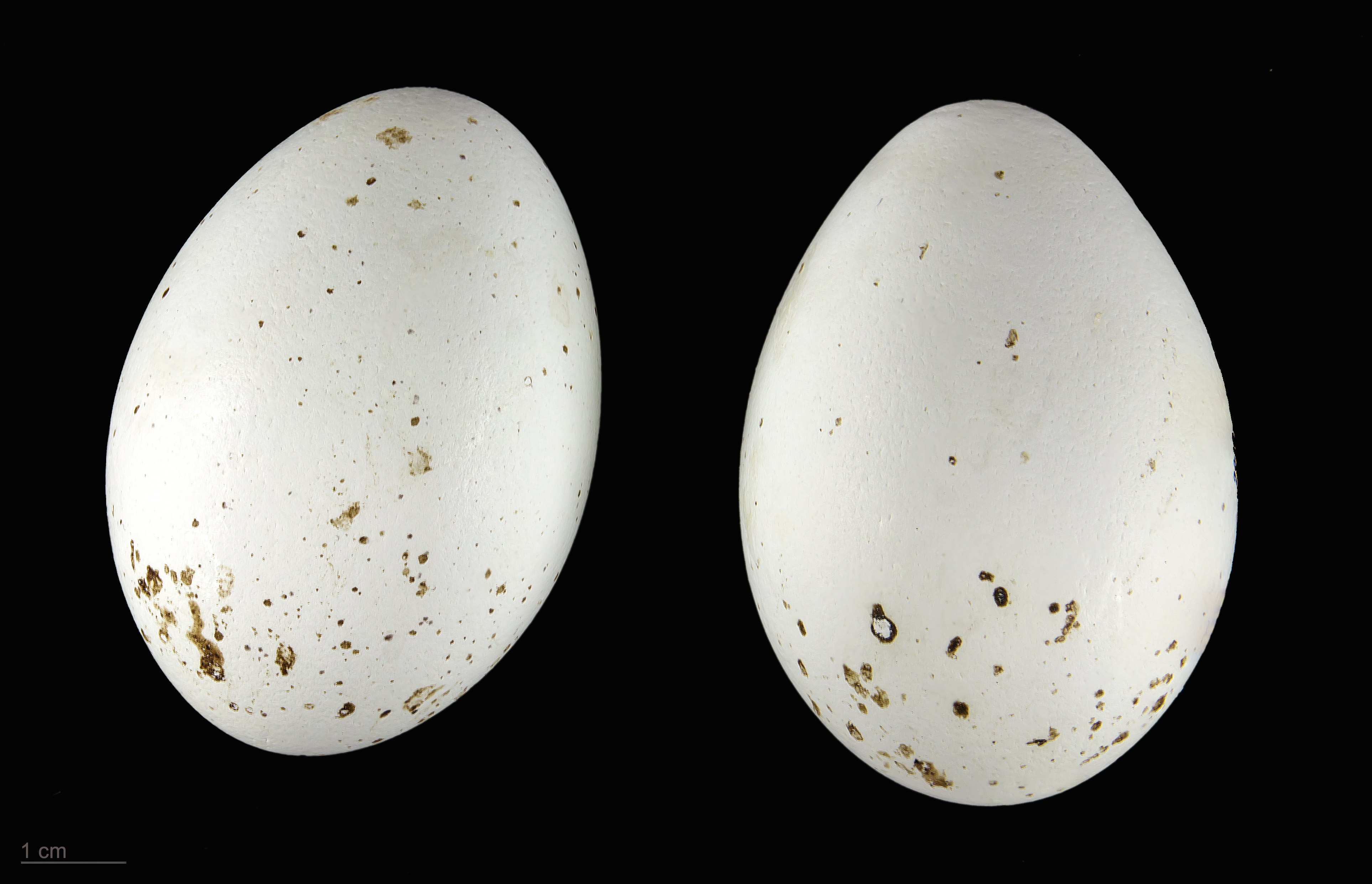
卵 Geronticus eremita

飼養下的隱䴉平均壽命達20－25年，最老的雄鳥活到37歲，雌鳥則是30歲。在野外的平均壽命估計約10－15年。

### 食性
隱䴉是群居的，遷徙時數量達100隻，且形成V形飛行。在繁殖季節，隱䴉會飛往巢穴達15公里的地方覓食，包括草原、休耕地及農地。
隱䴉主要吃蜥蜴及擬步行蟲科甲蟲，且會吃細小的哺乳動物、地上的鳥類及無脊椎動物，如蝸牛、蠍子及毛蟲等。雄鳥有時會偷雌鳥的食物。隱䴉會將牠們的喙放在鬆散及沙質的土壤中尋找食物。由於這是牠們主要覓食的方法，所以一個柔軟的表面、植物分散及不高於15－20厘米對牠們生存起了重要的作用。

## 保育狀況
隱䴉已長久在歐洲消失，但在摩洛哥及阿爾及利亞的族群自20世紀初開始就急遽減少，阿爾及利亞最後的族群亦於1980年代消失。在摩洛哥，於1940年及1975年分別有38個及15個族群，但最後在阿特拉斯山脈的族群亦於1989年消失。世界自然保護聯盟將牠們列為極危物種，於2008年估計野外的數量約有500隻，飼養的則有超過1000隻。隱䴉是《非洲-歐亞大陸遷徙水鳥保護協定》（AEWA）中所保護的重要物種，且有國際認可的保育計劃。由於隱䴉已接近滅絕的邊緣，故牠們被包括在《瀕危野生動植物種國際貿易公約》附錄一中，禁止捕捉野外的隱䴉。
隱䴉已經衰落了幾個世紀，部份原因是不明的天然影響。由1900年至2002年，牠們的數量就減少了98%。其原因包括了人類的獵殺、失去棲息的草原、殺蟲劑中毒及建築水壩等。在約旦發現的三隻土耳其隱䴉的屍體確實了牠們受到殺蟲劑的影響，牠們自離開比雷吉克後，短暫停留在敘利亞，後來發現死在約旦沙漠。雖然屍體很接近輸電塔，但死因是中毒，可能是吃了用來殺死齧齒目的毒藥。

### 野外族群
於2008年，摩洛哥隱䴉的數量是有紀錄以來的第一次增長，數量達至100對。棲息位點及生態保護的確有所幫助，可以減低牠們所受到的滋擾及失去棲息地。看守保護減低了人類的騷擾。提供飲用水及移除掠食者和競爭者都增加了牠們的繁殖率。如何維繫這些不聚集在一起的地方是未來保育的挑戰，但在蘇塞-馬塞河國家公園如此密集的地方，其保育工作卻很不順利。不過，這裡仍有空間供隱䴉向北擴展。

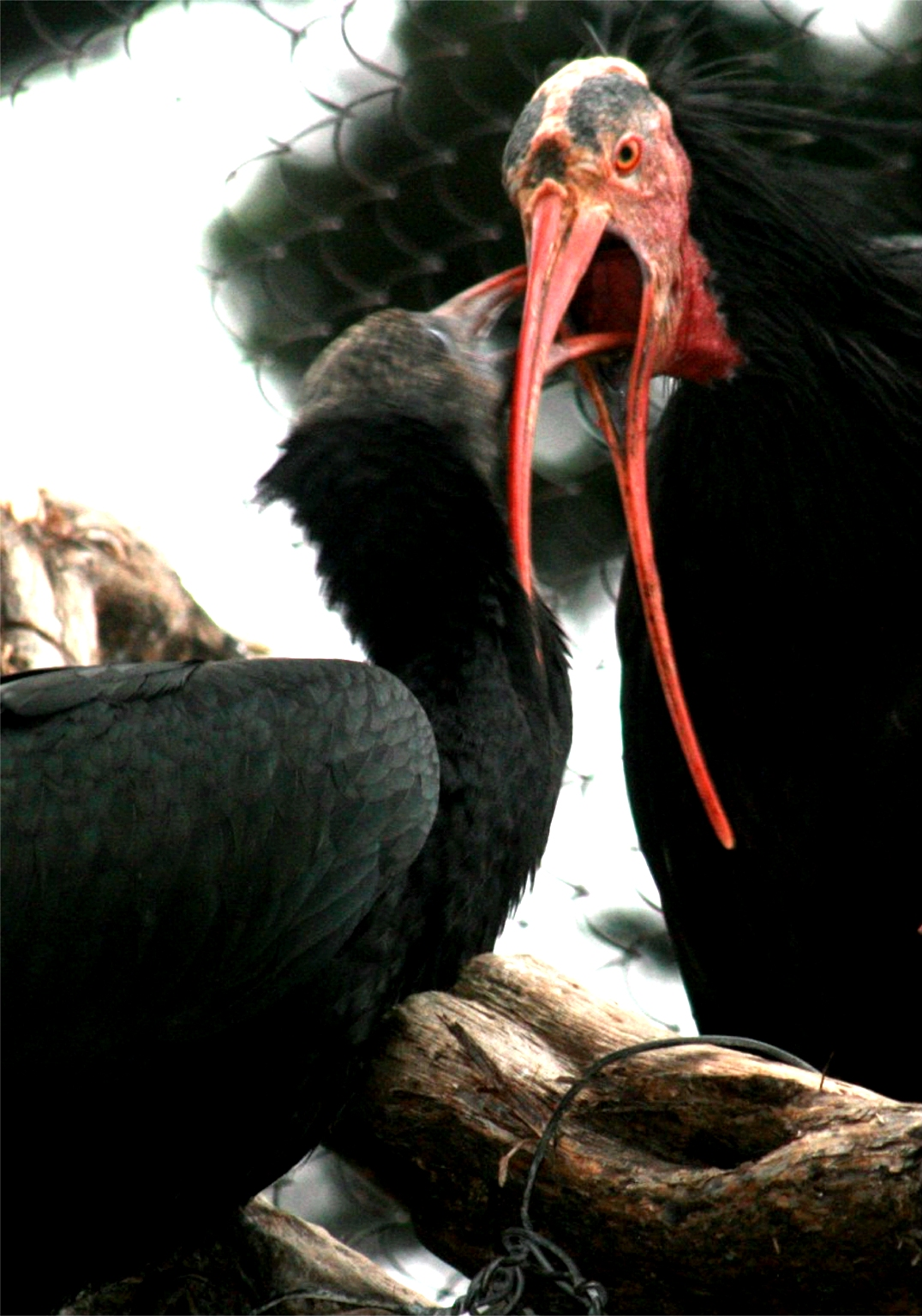
正在餵飼雛鳥的成鳥。

蘇塞-馬塞河國家公園飼養失敗的原因是鳥蛋被如渡鴉等掠食。雖然未知這些掠食者對成鳥有何影響，但根據禿䴉被猛禽掠食的經驗，就可見一斑。有證據顯示隱䴉雛鳥有一段時間出現饑荒，但人類的騷擾及失去覓食的棲息地才是牠們繁殖的主要威脅。於1996年5月摩洛哥族群出現了大量死亡事故，有40隻成鳥在9日內死亡或消失。其原因仍然不明，但病毒、毒素或波特淋菌中毒等都可能是其成因。
敘利亞於2008年對國內細小的隱䴉族群進行保護，而在也門及埃塞俄比亞等提供休息及過冬位點的地區，亦有良好的保育紀錄。雖然野外的敘利亞族群非常小，但在發現半野外的土耳其族群到訪巴爾米拉族群後，估計一些會加入敘利亞族群而令數量增加。
由於野外土耳其族群的消失，在比雷吉克就發展了一個半野外的族群。在繁殖季節，隱䴉會被關起來防止遷徙。這個計劃非常成功，於2006年當地就有91隻隱䴉。到了有穩定的100對後，就會再次容許牠們遷徙。於1月下旬或2月上旬，隱䴉會被釋放出來在巢箱繁殖。牠們於此時可以自由來往，但亦有食物供應。在繁殖季節後的7月下旬或8月上旬，牠們會被捉回籠裡。在一次試驗遷徙中確定牠們有被殺蟲劑毒殺的風險。

### 重新引入

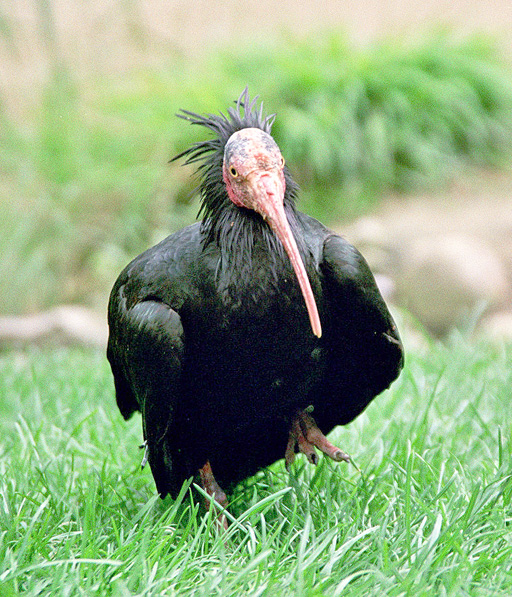
在動物園內的隱䴉。

於2003年，國際間定立了保育及重新引入隱䴉的準則：
- 不可使用動物園飼養的隱䴉來擴張蘇塞-馬塞河國家公園或巴爾米拉的野外族群。[41]
- 現有兩個不同的隱䴉族群，須尊重牠們分隔的分佈地。[41]
- 雛鳥須由人手飼養，以備將來放生。[41]
- 須教導幼鳥遷徙路線及停留地點。[41]

於2006年的第二次會議重點在於尋找非洲西北部及中東以往及潛在的棲息位點。另外，在比雷吉克的衛生及畜牧標準亦受到重視，而皮膚問題在多個動物園的擴散亦禁止了任何試飛。在未來的飼養及放生計劃中，只可使用清楚來源的隱䴉。

#### 動物園
在歐洲的動物園內共有850隻隱䴉，而在日本及北美洲的則有250隻。歐洲49個動物園每年會有80-100隻隱䴉出生。在比雷吉克於1976年至1986年間就放生了接近150隻隱䴉，在特拉維夫於1983年就有75隻放生，另外於1994年至1994年在阿美尼亞及西班牙的放生數量不明，但所有都未能成功。所有歐洲動物園內的隱䴉（除了土耳其）都是西方族群，由摩洛哥進口。共有三個血統：最早的是與1950年代及1960年代進口到巴塞爾動物園的有關；第二個是1970年代送到拉巴特動物園的後裔；最後的是於1976年及1978年捕捉到賴訥的隱䴉。飼養下的隱䴉很易有皮膚問題，當中的40%就患有皮膚炎，羽毛會脫落及在背部、頸部及翼底出現潰瘍，但病因不明。其他在動物園內的疾病包括有結核、胃內異物、骨骼及心臟問題。另外在布朗士公園亦爆發了西尼羅河病毒，不單影響隱䴉，連其他鳥類及哺乳動物也受到牽連。

#### 歐洲
隱䴉是歐洲最早受到官方保護的動物，於1504年由薩爾茨堡大主教里昂納德（Leonhard von Keutschach）發出諭令下獲得保護，但最終自奧地利，甚至整個歐洲消失。現時在奧地利有兩個重新引入的計劃，分別在格呂瑙（Grünau）及沙恩施泰因（Scharnstein）。在格呂瑙的族群像土耳其般被限制遷徙，藉以研究族群的相互作用及和諧、覓食的行為及生態並社交學習。

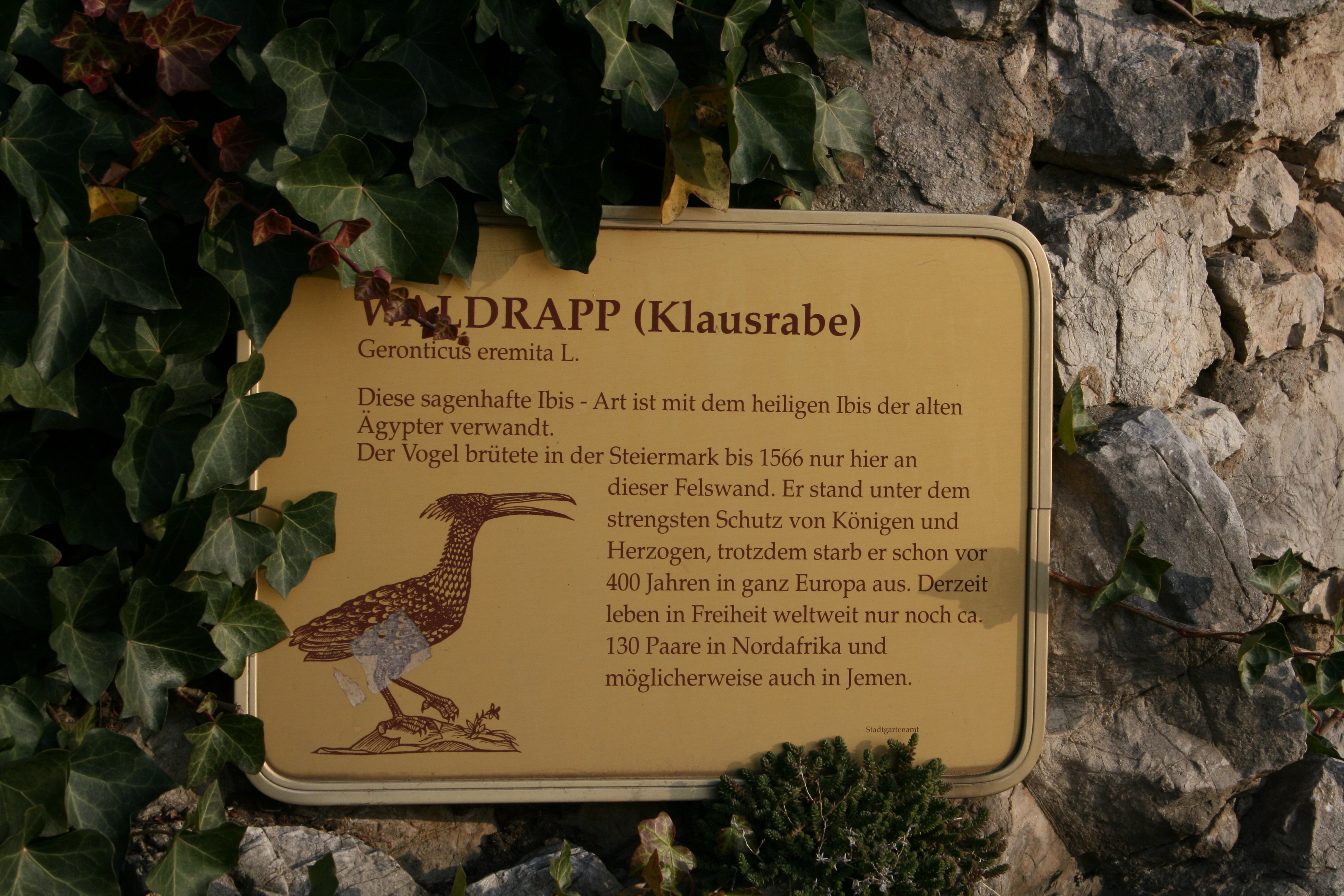
奧地利重新引入隱䴉。

在沙恩施泰因的是透過使用超輕型飛機教導隱䴉遷徙路線，來建立群族。這項研究是建基於格呂瑙的研究，發展出一套方法來控制及引導隱䴉的遷徙，並從而傳與下一代。於2002年，就有11隻維也納及格呂瑙的隱䴉，受訓跟隨超輕型飛機；牠們於2003年第一次嘗試引導一群隱䴉由沙恩施泰因遷往托斯卡納南部。但是由於惡劣天氣及技術問題，牠們很大部份時間都是經陸路運送。後來的嘗試較為成功，有隱䴉在托斯卡納過冬，並於2005年起回歸到奧地利北部。於2008年，一隻雌鳥飛行了930公里第四次回到奧地利的繁殖位點。旅程中，牠失去了兩隻雛鳥及其伴侶。
另外在西班牙就有30隻隱䴉被放生。於2008年就有一對成功的產下兩顆蛋，是自15世紀以來隱䴉再次在西班牙繁殖。除了一隻隱䴉在中阿特拉斯山脈再次出現，以往當地的放生計劃全都失去了隱䴉的蹤跡。

#### 北摩洛哥
在摩洛哥東北部有重新引入隱䴉的計劃。由於南部的野外族群仍然受到威脅，加上當地的沙石出現風化，故重新引入的計劃目的是建立不遷徙的族群。在2000年建立的里夫山脈基地就保有第一群於動物園飼養的隱䴉。於2004年進口了第二批隱䴉，並建立了資訊中心。於2006年有6對隱䴉在改變食性後成功繁殖，在5個巢中就成功飼養了6隻雛鳥。於2007年，當地共有19隻隱䴉。
山區的岩石有很多潛在的繁殖地方，另外人工湖亦提供了足夠的水份。沒有受除草劑或殺蟲劑污染的草原是很好的覓食地方。當隱䴉的數量達到40隻，就會開始嘗試放生。這個位點距離阿特拉斯山脈另一端的阿加迪爾760公里，故野外族群意外被感染的機會很微。

## 文化

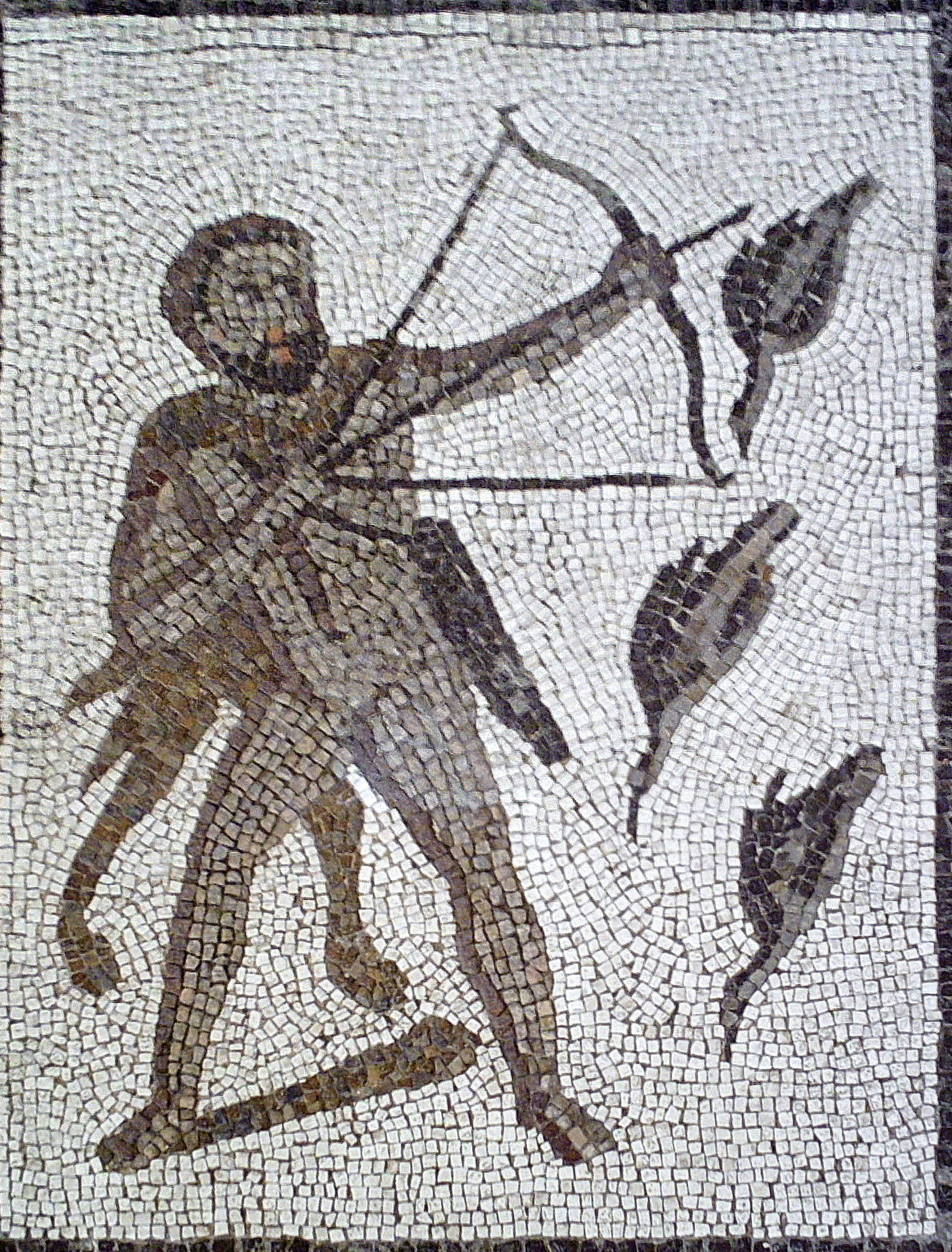
海格力斯與斯廷法利斯湖怪鳥戰鬥。

根據比雷吉克當地的傳說，隱䴉是挪亞第一隻從方舟中放出來的鳥類，且成肥沃的象徵。在土耳其因宗教的關係而保全了其族群。
隱䴉在古埃及是一種聖鳥，顯赫的象徵。牠們與埃及聖䴉一同成為托特的肉體。古埃及聖書體有一個字是以隱䴉來表示，意思是「輝煌」，也可指「優越、榮耀、榮譽及高貴」。這個字亦代表靈魂，是人格中的五個元素之一。
希羅多德描繪了食人的斯廷法利斯湖怪鳥，有黃銅的翼及鋒利的金屬羽毛。海格力斯被任命前往阿卡迪亞州的斯廷法利斯湖除滅牠們。這種鳥有時被認為是根據隱䴉來創作的，但有描述牠們是棲於沼澤及沒有冠，故更可能是埃及聖䴉。一些描繪，如存放在大英博物館前6世紀的雅典雙耳瓶，就清楚顯示像埃及聖䴉黑色的頭部及白色的身體。當隱䴉在歐洲消失後，一些作家認為康拉德·格斯訥的描述是指一種神話中的鳥。
在阿爾及利亞、摩洛哥、蘇丹、敘利亞、土耳其、也門、奧地利及澤西島都有出版隱䴉的郵票。

## 外部連結
- 國家地理頻道有關隱䴉的映片 （页面存档备份，存于）
- 敘利亞保育隱䴉的故事 （页面存档备份，存于）
- Zoolex exhibit
- International Advisory Group of the Northern Bald Ibis （页面存档备份，存于）